# Challenger de Porto Alegre
El Aberto de Tênis do Rio Grande do Sul es un torneo profesional de tenis. Pertenece al ATP Challenger Tour. Se juega desde el año 2012 sobre superficie de tierra batida en Porto Alegre, Brasil.

## Palmarés

### Individuales
| Año  | Campeón          | Finalista       | Resultado        |
| ---- | ---------------- | --------------- | ---------------- |
| 2013 | Facundo Argüello | Máximo González | 6-4, 6-1         |
| 2012 | Simon Greul      | Gastão Elias    | 2–6, 7–6(5), 7–5 |

### Dobles
| Año  | Campeones                       | Finalistas                   | Resultado        |
| ---- | ------------------------------- | ---------------------------- | ---------------- |
| 2013 | Guillermo Durán Máximo González | Víctor Estrella João Souza   | 3-6, 6-1, [10-5] |
| 2012 | Marcelo Demoliner João Souza    | Simon Greul Alessandro Motti | 6–3, 3–6, [10–7] |